# 平頭大鍬形蟲
平頭大鍬形蟲（学名：Dorcus miwai），是鍬形蟲科大鍬形蟲屬下的一個種，為台灣的特有種，可日夜活動，具趨光性，比扁鍬形蟲更扁平一點，俗名「三輪平/扁鍬形蟲」。
此种以三輪勇四郎命名。

## 地理分布
中、低海拔2,500（8,200英尺）以下山區。

## 外部連結
- 昆蟲類─鞘翅目 Coleoptera - 南投縣竹山鎮杉林溪自然教育中心
- 鍬形蟲 - 國立臺灣大學昆蟲標本館數位典藏